# Лофн
Лофн (от нордически: lof - „позволение“ или „благата“) е женско божество от нордическите асини. Тя е описана в Едите като блага и добра. Получава позволение от Один и Фриг да свързва и жени влюбени двойки. Подобна любов се счита едновременно за легитимна и забранена.
Възможно е също Лофн да е просто друго име за богинята Фрейя.